# Isole Ledjanye
Le isole Ledjanye (in russo Острова Ледяные, ostrova Ledjanye, in italiano "isole ghiacciate") sono un gruppo di isole russe bagnate dal mare di Kara.
Amministrativamente fanno parte del distretto di Tajmyr del Territorio di Krasnojarsk, nel Circondario federale della Siberia.

## Geografia
Le isole sono situate a nord della penisola di Fuss (полуостров Фусса, poluostrov Fussa), tra capo Fuss (мыс Фусса, mys Fussa) e capo Udarnikov (мыс Ударников, mys Udarnikov), nella parte centrale della penisola del Tajmyr. Sono separate dalla terraferma dallo stretto Ledjanoj (пролив Ледяной, proliv Ledjanoj). Fanno parte della Riserva naturale del Grande Artico.
Si tratta di 3 isole senza nome individuale, che si sviluppano da sud-ovest a nord-est, e sono situate a circa 2 km dalla costa continentale. L'isola centrale è la maggiore: misura circa 1,5 m di lunghezza e 800 m di larghezza massima. Il punto più alto del gruppo si trova qui ed è di 8 m s.l.m.

L'isola sud-occidentale è di forma ovale, con una lunghezza massima di circa 600 m; l'isla nord-orientale è invece stretta e lunga anch'essa circa 600 m.

## Isole adiacenti
- Isola di Nansen (остров Нансена, ostrov Nansena), a est.